# Mel Rey Uy
Mel Rey Mingoa Uy (* 6. Januar 1968 in San Agustin, Provinz Romblon, Philippinen) ist ein philippinischer Geistlicher und römisch-katholischer Bischof von Lucena.

## Leben
Mel Rey Uy studierte zunächst Philosophie an der San-Pius-X-Akademie in Roxas City. Darauf folgte ein Studium der Theologie an der University-de-Santo-Tomas in Manila, wo er später auch einen Masterabschluss in Philosophie erlangte.
Uy empfing am 24. Mai 1994 das Sakrament der Priesterweihe.
In den darauf folgenden Jahren war er zunächst Seelsorger beim San-Lorenzo-Seminar in Romblon (1995/1996) und Direktor der Holy-Rosary-Akademie in San Agustin, Romblon (1995–2000), dann Lehrer beim San-Lorenzo-Seminar und Priester der Our-Lady-of-Mount-Carmel-Gemeinde in Carmen, San Agustin (1998–2004). Darauf folgte ein Priesteramt bei der St.-Antonio-de-Padua-Gemeinde in Agnipa, Romblon (2004–2009) und ab 2010 war er Diözesenschatzmeister sowie Direktor des Diocesan Pastoral Secretariat.
Am 29. Juli 2017 ernannte ihn Papst Franziskus zum Bischof von Lucena. Mel Rey Uy ist damit der Amtsnachfolger von Emilio Marquez, dessen altersbedingten Rücktritt der Papst am selben Tag annahm.